# Universíada de Verão de 1991
A XVI Universíada de Verão foi realizada em Sheffield, Inglaterra entre 14 e 25 de julho de 1991.

## Medalhas
O Quadro de medalhas é uma lista que classifica as Federações Nacionais de Esportes Universitários (NUSF) de acordo com o número de medalhas conquistadas. O país em destaque é o anfitrião.
| Ordem                                     | País                | Medalha de ouro | Medalha de prata | Medalha de bronze |    |
| ----------------------------------------- | ------------------- | --------------- | ---------------- | ----------------- | -- |
| 1                                         | USA Estados Unidos  | 28              | 24               | 23                | 75 |
| 2                                         | CHN China           | 21              | 18               | 13                | 52 |
| 3                                         | URS União Soviética | 15              | 14               | 21                | 50 |
| 4                                         | PRK Coreia do Norte | 11              | 3                | 5                 | 19 |
| 5                                         | ITA Itália          | 6               | 7                | 8                 | 21 |
| 6                                         | JPN Japão           | 5               | 16               | 7                 | 28 |
| 7                                         | GER Alemanha        | 4               | 9                | 5                 | 18 |
| 8                                         | GBR Grã-Bretanha    | 4               | 5                | 4                 | 13 |
| 9                                         | KOR Coreia do Sul   | 4               | 2                | 2                 | 8  |
| 10                                        | CAN Canadá          | 3               | 5                | 10                | 18 |
| Nenhum país lusófono conquistou medalhas. |                     |                 |                  |                   |    |

## Modalidades
Essas foram as modalidades disputadas. Os números entre parênteses representam o número de eventos de cada modalidade:

### Obrigatórias
As modalidades obrigatórias (oito esportes) são determinadas pela Federação Internacional do Esporte Universitário (FISU) e, salvo alteração feita na Assembléia Geral da FISU, valem para todas as Universíadas de Verão.
| - Atletismo (42) - Basquetebol (2) - Esgrima (10) - Futebol (1) | - Ginástica artística (14) - Natação (32) | - Saltos ornamentais (8) - Tênis (5) - Voleibol (2) |

### Opcionais
As modalidades opcionais são determinadas pela Federação Nacional de Esportes Universitários (National University Sports Federation - NUSF) do país organizador.
- Ginástica rítmica (5)
- Hóquei sobre a grama (2)